# Treponemataceae
Famille
Les Treponemataceae forment une famille des spirochètes.

## Taxonomie
Le nom correct complet (avec auteur) de ce taxon est Treponemataceae Robinson 1948.
Le genre type est : Treponema Schaudinn 1905.
Treponemataceae a pour synonyme :
- Rectinemataceae Brune et al. 2022

### Étymologie
L'étymologie de cette famille est la suivante : N.L. neut. n. Treponema, genre type de la famille; L. fem. pl. n. suff. -aceae, suffixe pour définir une famille; N.L. fem. pl. n. Treponemataceae, la famille des Treponema.

### Liste des genres
Selon LPSN (3 octobre 2023) :
- Brucepastera Song et al. 2023
- Rectinema Koelschbach et al. 2017
- Teretinema Song et al. 2023
- Treponema Schaudinn 1905